# Zespół Szkół w Sławnie im. Jana Henryka Dąbrowskiego
Zespół Szkół w Sławnie im. Jana Henryka Dąbrowskiego jest placówką powiatową, w skład której wchodzi I Liceum Ogólnokształcące i I Liceum Ogólnokształcące dla Dorosłych.
Motto szkoły to: Non scholae, sed vitae discimus (Uczymy się nie dla szkoły, ale dla życia, Seneka Młodszy).

## Oferta edukacyjna
W Zespole Szkół im. Jana Henryka Dąbrowskiego w Sławnie kandydaci do klas pierwszych mogą podjąć naukę w:
Liceum Ogólnokształcącym (3-letni cykl nauki) w klasach:
- biologicznej
- historycznej
- matematycznej
- geograficznej
- humanistyczno-artystycznej
- grupie 15 osobowej z przedmiotu chemia,
- grupie 15 osobowej z przedmiotu fizyka.

Dodatkowo w każdej z tych klas nauczany jest: język angielski lub język niemiecki na poziomie rozszerzonym (5 godzin tygodniowo). Grupa z fizyki realizuje autorski program nauczania według innowacji pedagogicznej pt. Fizyczne podstawy mikroelektroniki i telekomunikacji.
Liceum Uzupełniającym (2 letni cykl nauki) w klasie: o poszerzonym programie nauczania z języka polskiego i historii.
Dodatkowo szkoła oferuje swoim uczniom m.in.: kursy języków obcych, badania przyrodniczo-ekologiczne, edukację teatralną (warsztaty teatralne), filmową, muzyczną (Zespół Wokalny) i informatyczną, zajęcia dziennikarskie (pisma: „PARNAS” i „VENA”), wymianę grup młodzieżowych z Rinteln i Bad Doberan, zajęcia sportowo-rekreacyjne, wycieczki programowe. Tradycję szkoły określają także: Turniej Teatralny, konkurs europejski i ekologiczny, wystawy tematyczne, działalność Stowarzyszenia Absolwentów, Stowarzyszenia Twórczego „Parnas”.

## Historia szkoły
W lutym 1878 roku miasto przekazało teren pod budowę szkoły. We wrześniu rozpoczęto budowę, a 18 października odbyła się uroczystość wmurowywania kamienia węgielnego. Dopiero w roku 1928 został całkowicie wybudowany budynek szkolny. Prócz niego placówka dysponowała budynkiem mieszkalnym dyrektora, a także budynkiem gospodarczym. Do roku 1930 szkoła w Sławnie to progimnazjum, później gimnazjum. W roku 1936 przekształcono je w szkołę średnią typu licealnego.
9 września 1945 utworzone zostało Państwowe Gimnazjum i Liceum (4 lata liceum oparte na siedmioletniej szkole podstawowej, dwa lata liceum). Od początku istnienia szkoła zajmuje budynek przy ulicy Cieszkowskiego 4, wybudowany w 1928 na potrzeby niemieckiego progimnazjum. Rok szkolny 1945/46 rozpoczęło 14 uczniów, zakończyło 146, z których 13 złożyło egzamin maturalny. Była to pierwsza matura w Sławnie. Szkołą kierował Edmund Krzykowski.
25 września 1965 roku szkole nadano imię Jana Henryka Dąbrowskiego i odbył się I Zjazd Absolwentów. 22 czerwca 1985 roku odbył się II Zjazd Absolwentów Liceum w 40-lecie powstania szkoły. Z okazji jubileuszu 40-lecia istnienia Liceum Ogólnokształcącego wydane zostało opracowanie dotyczące historii szkoły: „40-lecie Liceum Ogólnokształcącego im. Jana Henryka Dąbrowskiego w Sławnie 1945–1985. Kartki z kronik szkoły – 22 VI 1985.”
W roku szkolnym 1990/91 przywrócono naukę religii, zajęcia prowadził ks. Marian Dziemianko. Ponadto wprowadzona została sześciostopniowa skala oceniania wiadomości i umiejętności uczniów, oraz ponownie rozpoczęto naukę języka angielskiego. Rozpoczęła się trwająca do dziś współpraca ze średnią szkołą w Rinteln. Od roku szkolnego 1992/93 języka angielskiego zaczęli uczyć wolontariusze ze Stanów Zjednoczonych, w następnych latach w szkole gościli wolontariusze z Niemiec. Z okazji 50-lecia, w dniach 16–17 czerwca 1995, Liceum Ogólnokształcącego im. Jana Henryka Dąbrowskiego odbył się III Zjazd Absolwentów.
Od września 2004 roku w Zespole Szkół funkcjonuje I Liceum Ogólnokształcące i I Liceum Ogólnokształcące dla Dorosłych. Wszystkie dokumenty archiwalne znajdują się w siedzibie szkoły.

## Współpraca międzynarodowa
Historia kontaktów Liceum Ogólnokształcącego im. Jana Henryka Dąbrowskiego z Gimnazjum Ernestinum sięga roku 1992. Wymiana została zainicjowana w 1991 roku przez nauczycielkę języka niemieckiego Marię Simon i dyrektora szkoły Stanisława Cioska. Wymiana z Gimnazjum Ernestinum rozpoczęła się od wizyty polskich uczniów w Rinteln. Grupa niemiecka gościła polskich uczniów przez tydzień od 7–14 września 1991. Pierwsza wymiana szkolna zorganizowana została z polskiej strony przez panią Marię Simon, a z niemieckiej przez pana Waltera Schlame. Obecnie zajmują się nią panowie Rolf Schulz i Klaus Schmidt.
W ciągu 15 lat wymiany szkolnej z Gimnazjum Ernestinum z polskiej strony zajmowało się nią wielu nauczycieli. Od 1992 do 1995 odpowiedzialna za nią była Maria Simon. Później krótko zajmowały się tym Carmen Dausch i Anna Bielecka. Od roku 1997 wymianę prowadził Sebastian Dereń, a dwa lata później dołączyła Dominika Maj.
Do tej pory w roku szkolnym odbywały się dwie imprezy, jedna w Sławnie w Polsce, a druga w Niemczech. Uczniowie i nauczyciele mieszkają u swoich niemieckich kolegów, a następnie w ramach rewizyty przyjmują ich w swoich domach.

## Dyrektorzy szkoły
| Dyrektor           | Lata pracy  |
| ------------------ | ----------- |
| Edmund Krzywkowski | 1945 – 1951 |
| Franciszek Żamejć  | 1951 – 1953 |
| Piotr Żurych       | 1953 – 1955 |
| Franciszek Balsam  | 1955        |
| Antoni Rybol       | 1955 – 1959 |
| Wilhelm Witaszek   | 1959 – 1961 |
| Wacław Kuczyński   | 1961 – 1962 |
| Franciszek Pawelec | 1962 – 1964 |
| Adam Mościcki      | 1964 – 1967 |
| Franciszek Pawelec | 1967 – 1971 |
| Eustachy Bindas    | 1971 – 1972 |
| Bohdan Kaniewski   | 1972 – 1980 |
| Marian Morytko     | 1980 – 1982 |
| Bohdan Kaniewski   | 1982 – 1987 |
| Stanisław Ciosk    | 1987 – 1991 |
| Janina Olencka     | 1991 – 2001 |
| Marek Szczepański  | 2001 – 2011 |
| Wanda Adamczyk     | 2011 – 2016 |
| Renata Biernacka   | od 2017     |

## Turniej Teatralny
Historia turnieju zaczęła się na zajęciach pozalekcyjnych. Członkowie koła polonistycznego zaproponowali utworzenie turnieju wiedzy na temat Stanisława Wyspiańskiego. Od tamtego czasu tradycja konkursu teatralnego klas trzecich (dzisiaj drugich) jest przekazywana z roku na rok. Zaś pierwsze sztuki teatralne uczniowie przy pomocy nauczycieli organizują już od lat 70.
Na początku były to turnieje wiedzy o Stanisławie Wyspiańskim, organizowane przez klasy trzecie. Wystawiano wtedy głównie sceny z „Wesela” Wyspiańskiego, a scenę teatralną stanowił cały gmach szkoły. Od przeszło dziesięciu lat inicjatywę dotyczącą wyboru sztuki do wystawienia pozostawiono uczniom.

## Rekordy sportowe
| Mistrzynie                                 | Dyscyplina | Wynik    | Mistrzowie                                   | Dyscyplina | Wynik    |
| ------------------------------------------ | ---------- | -------- | -------------------------------------------- | ---------- | -------- |
| Błachnia Elżbieta                          | 100 m      | 13,1 s   | Franas Tomasz                                | 100 m      | 10,9 s   |
| Pacyna Ewa                                 | 200 m      | 27,8 s   | Franas Tomasz                                | 200 m      | 22,6 s   |
| Kuligowska Brygida                         | 400 m      | 64,9 s   | Domicz Adam                                  | 400 m      | 49,9 s   |
| Łyżwa Mariola                              | 800 m      | 2:41,4 s | Domicz Adam                                  | 800 m      | 1:58,0 s |
| Duda W., Żurad I., Ruchlewicz B., Komar I. | 4x100      | 52,2 s   | Gaik T., Troć M., Skrzypkowski J., Bindas G. | 4x100 m    | 47,1 s   |
| –                                          | –          | –        | Kozyra Julian                                | 1500 m     | 4:32,1 s |
| Nakielska Jolanta                          | skok w dal | 5,19 m   | Mateusz Diak                                 | skok w dal | 6,98 m   |
| Wereszka Danuta                            | kula       | 9,73 m   | Gerlach Patryk                               | kula       | 11,77 m  |
| Śmierzchalska Grażyna                      | skok wzwyż | 1,45 m   | Domicz Adam                                  | skok wzwyż | 1,85 m   |
| Woldt Monika                               | oszczep    | 30,22 m  | Krawiec Tadeusz                              | oszczep    | 45,42 m  |